# Брокерська фірма
Брóкерська фíрма — посередницька (між покупцями і продавцями акцій, товарів, цінних паперів, іноземної валюти, патентів, ліцензій тощо) організація, яка займається комерцією, і діє за дорученням і за рахунок клієнтів. Брокерська фірма [Архівовано 5 травня 2019 у Wayback Machine.] та її агенти не укладають угод за свій рахунок.
Допомагає з митними деклараціями.